# Sadio Mané
Sadio Mané (Bambali, 10 de abril de 1992) é um futebolista senegalês que atua como ponta-esquerda. Atualmente joga pelo Al-Nassr, da Arábia Saudita, e pela Seleção Senegalesa.

## Carreira

### Futebol de Base

#### Génération Foot
No ano de 2009, o jogador fugiu de casa para fazer testes no Génération Foot na cidade de Dakar, capital do Senegal. Ainda que tivesse condições precárias, já que sequer tinha uma chuteira apropriada para os testes, o jogador conseguiu ser aceitos nos testes aos 17 anos, em 2009.
Suas atuações chamaram a atenção do Metz, clube parceiro do Génération Foot, que o contratou no ano de 2011, aos 19 anos.

### Metz

#### 2011–12
Em 2011, Mané passou a jogar pelo Metz, que tinha uma parceria com a Génération Foot. Ele estreou como profissional em 14 de janeiro de 2012, entrando como substituto de Kévin Diaz aos 75 minutos na derrota por 1–0 contra o Bastia pela Ligue 2 da França.
O jogador teve duas participações em gols durante aquela temporada da Segunda Divisão, tendo marcado seu primeiro gol contra o EA Guingamp em maio de 2012.
O clube de Mané fez uma temporada irregular e foi rebaixado na Ligue 2.

#### 2012–13
Em sua segunda temporada pelo Metz, jogando a Terceira Divisão do Campeonato Francês, Mané fizera poucos jogos, pois logo chamou a tenção do futebol austríaco. Na sua curta passagem, de 4 jogos ao todo, fez 1 gol contra o Luzenac.

### Red Bull Salzburg

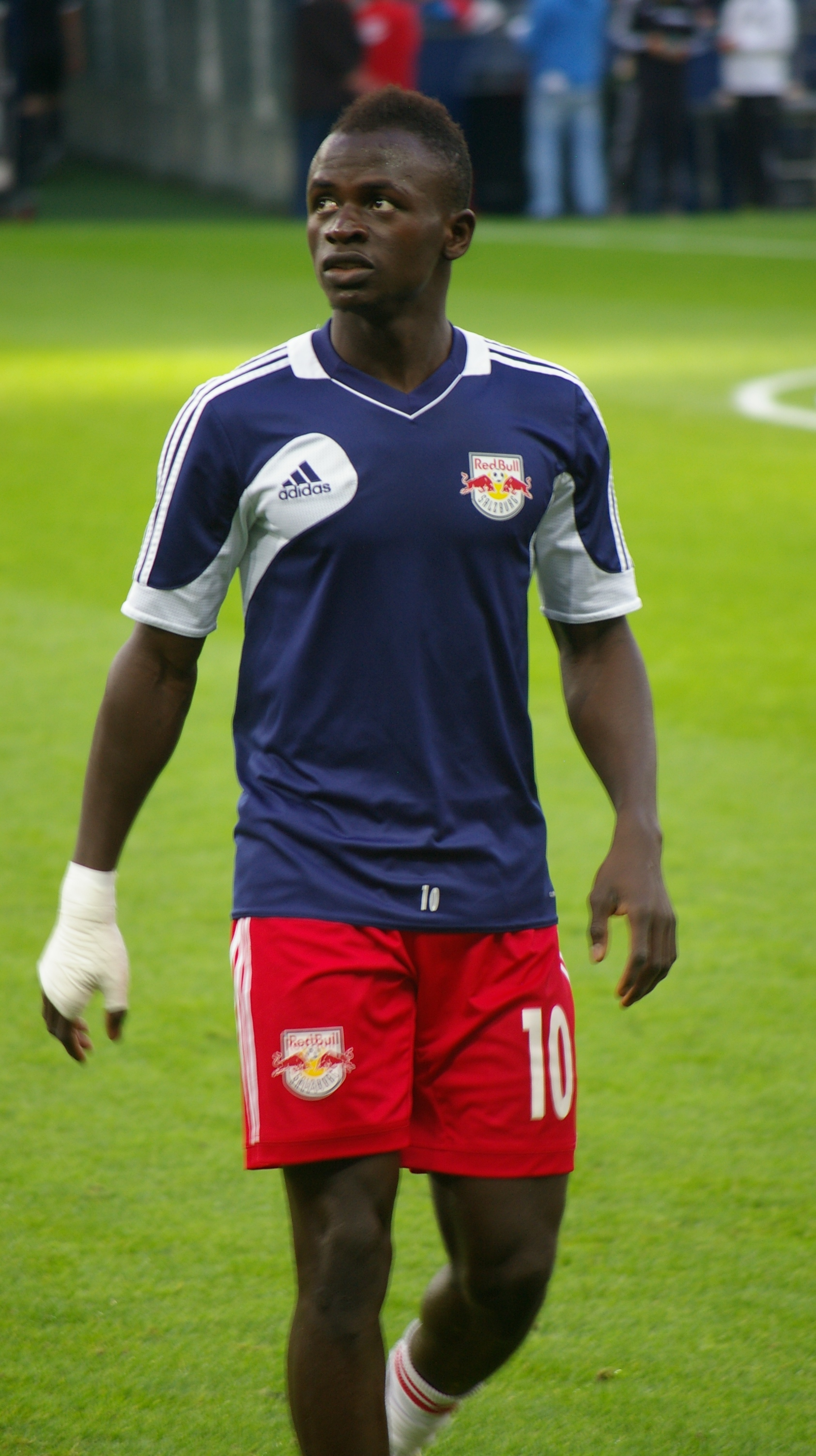
Mané no Red Bull Salzburg em 2013

Mané assinou com o Red Bull Salzburg por 4 milhões de euro e começou sua passagem pela Áustria no início da hegemonia da equipe patrocinada pela Red Bull no país europeu.
Em sua primeira temporada, alcançou números expressivos, incluindo seus Hat-tricks contra o Kalsdorf (pela Copa da Áustria), e na goleada de sua equipe diante o Mattersburg por 7–0, pela Primeira Divisão da Áustria.
O jogador e sua equipe continuaram a fazer uma temporada consistente, mas que terminou sem títulos, pois a equipe terminou em segundo lugar na Liga[carece de fontes?] e foi eliminada nas semifinais da Copa da Áustria.[carece de fontes?]
Mané marcou 16 gols durante o Campeonato Austríaco, sendo o 3º jogador que mais balançou as redes naquela edição de Campeonato.

#### 2013–14

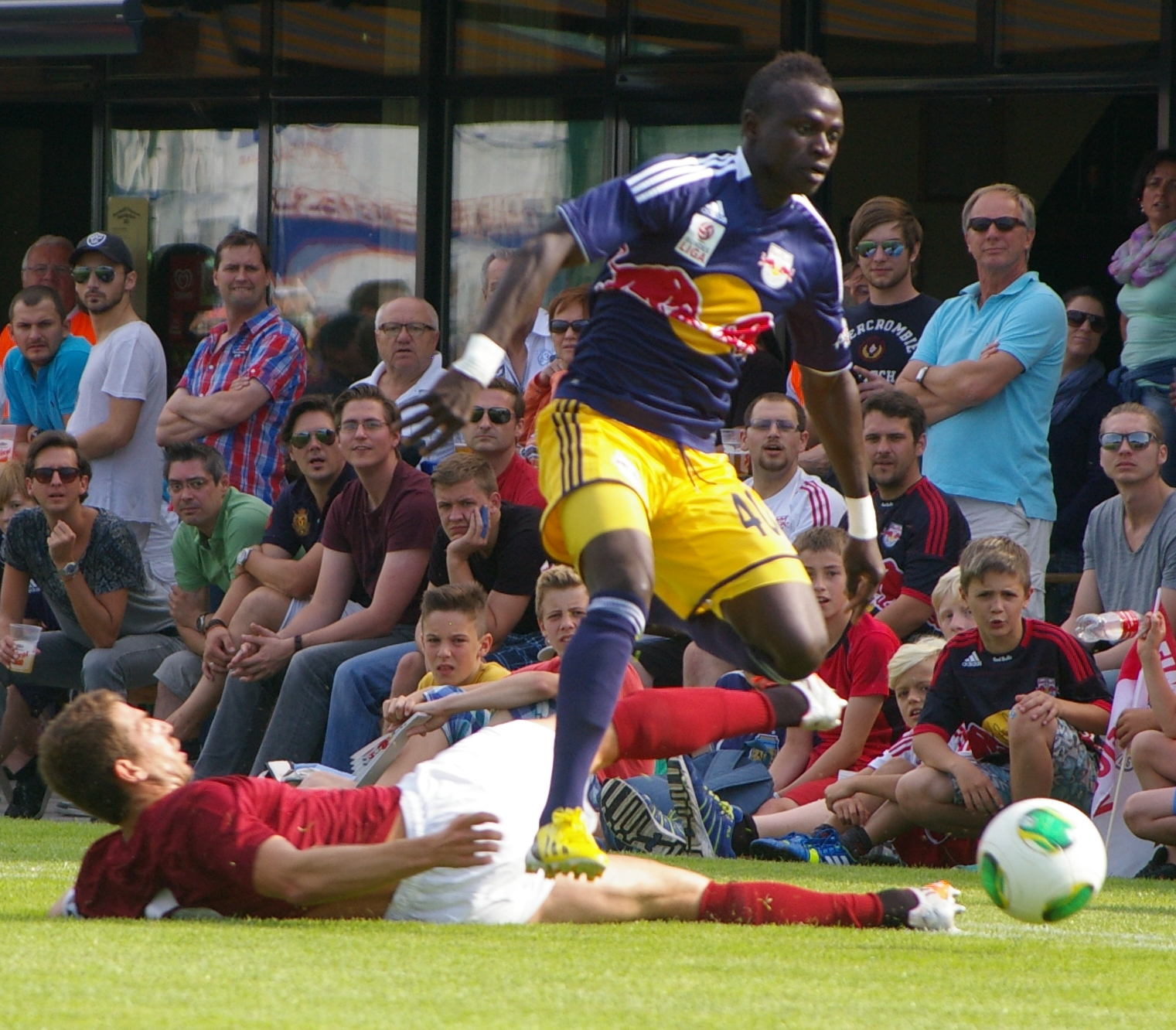
Mané em 2013

Em sua segunda temporada pelo time de Salzburgo, Mané conseguiu conquistar os principais títulos austríacos possíveis. O atleta conquistou o Campeonato Austríaco e a Copa da Áustria na temporada 2013–14.
Mané também estreou nos play-offs da Liga dos Campeões da UEFA de 2013–14, mas sua equipe não conseguiu passar de fase e foi direcionada aos play-offs da Liga Europa da UEFA de 2013–14, onde, enfim, conseguiu vaga à Fase de Grupos.
Na competição, o jogador e sua equipe foram eliminados ao enfrentarem o FC Basel nas oitavas de final.
O jogador terminou mais uma temporada de destaque, pois marcou 23 gols em 50 partidas com a equipe.

#### 2014–15

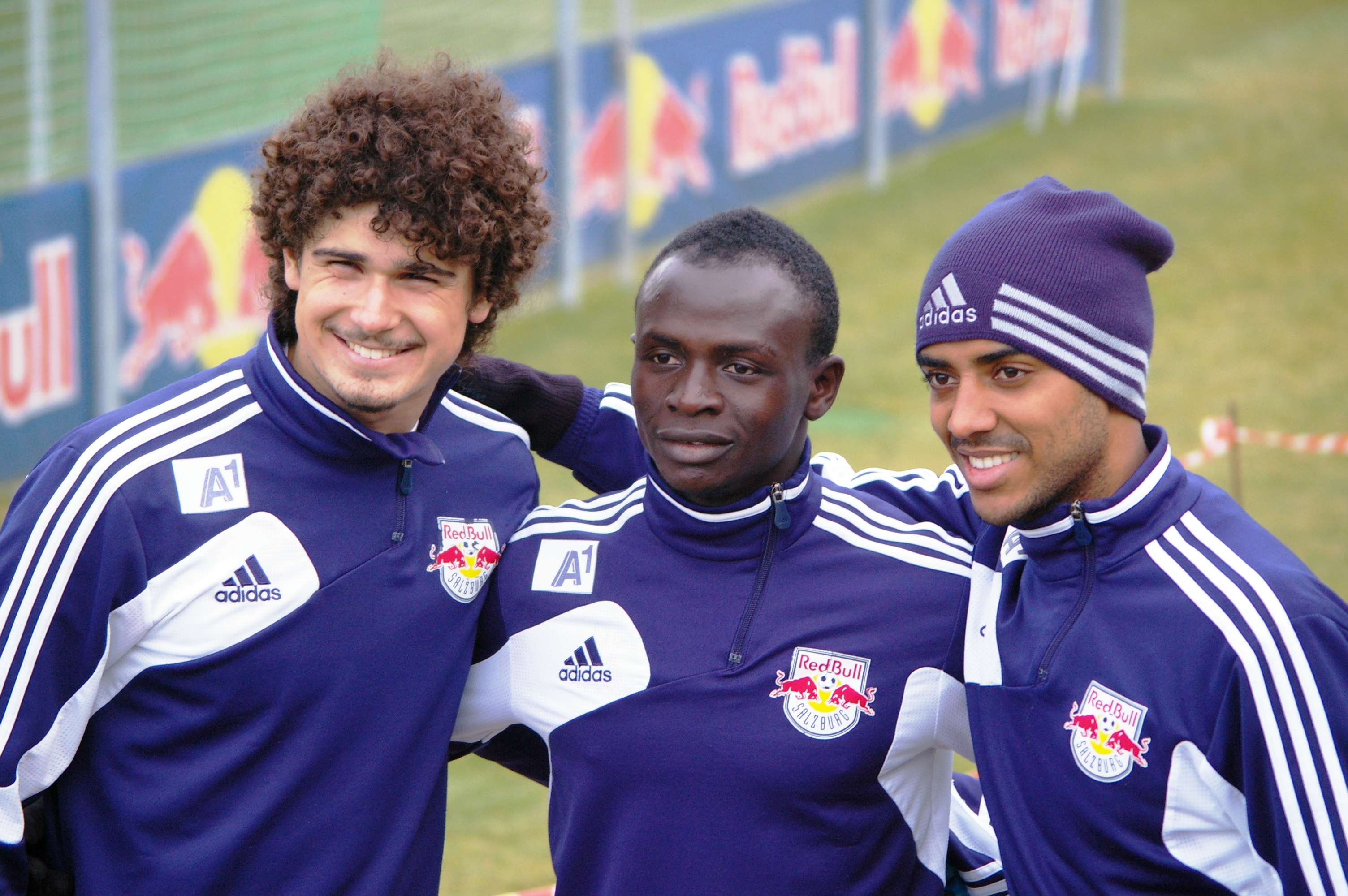
André Ramalho, Sadio Mané e Alan Carvalho no Red Bull Salzburg em 2014.

Em seus últimos jogos pelo Red Bull Salzburg, o jogador não conseguiu contribuir à classificação da equipe para a Liga dos Campeões da UEFA de 2014–15, pois foram eliminados pelo Malmö nos play-offs. Mané deixou o time depois de jogar por 8 jogos naquele começo de temporada.
Após 45 gols em 87 partidas, o jogador dava adeus à equipe para assinar com um time da Premier League.

### Southampton
No início de 2014, Mané foi contratado pelo Southampton por 12 milhões de libras para atuar na Premier League.
Sua primeira temporada pela equipe foi regular. O jogador conseguiu contribuir com 10 gols em 32 partidas no ano. Seu principal jogo com a camisa do clube aconteceu no dia 16 de maio de 2015. Na ocasião, o jogador marcou o hat-trick mais rápido da história da Premier League. Mané fizera seus três tentos em pouco menos de 3 minutos e sua equipe conseguiu aplicar uma goleada diante o Aston Villa por 6-1.

#### 2015–16

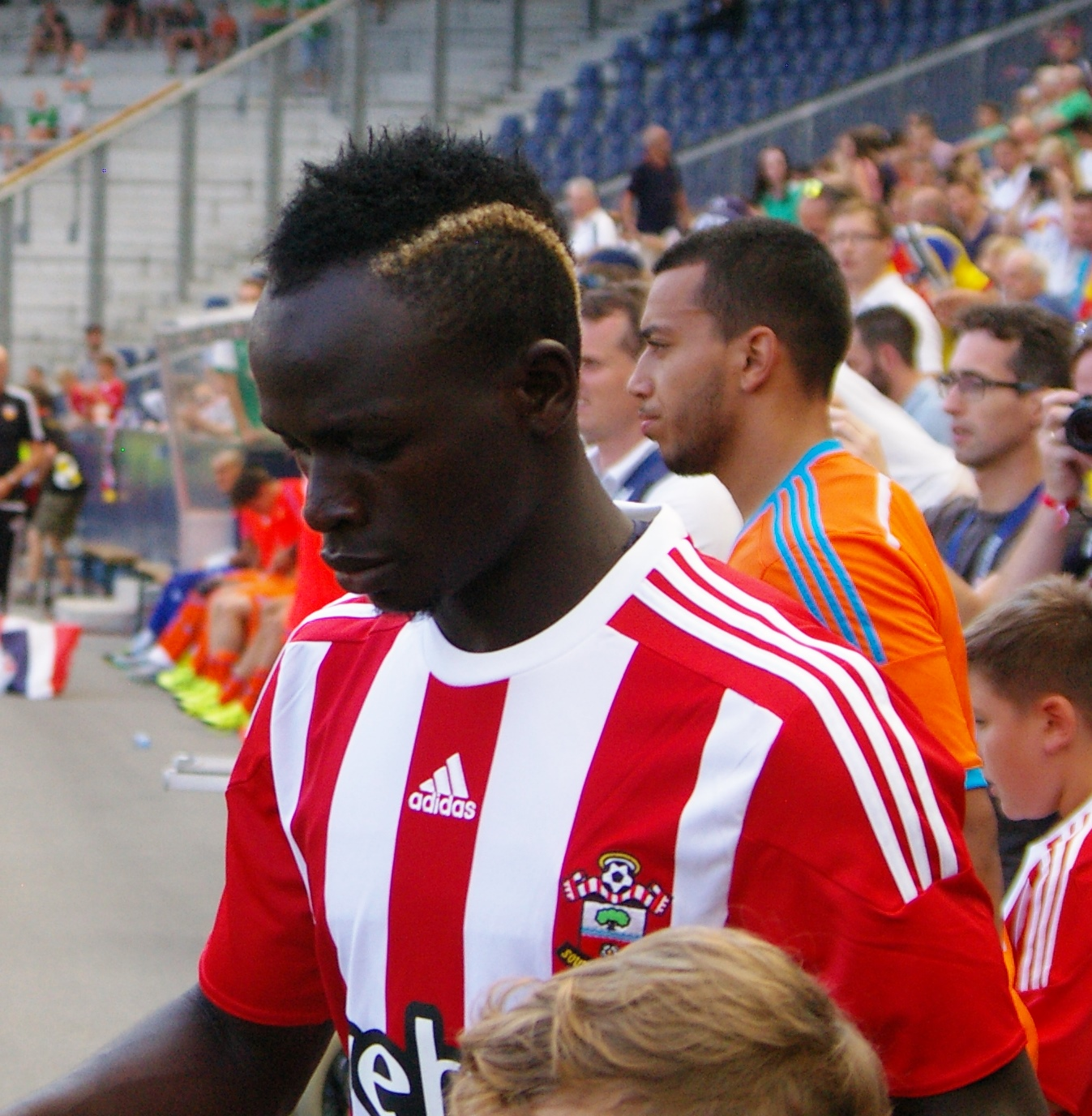
Mané com o Southampton em 2015

Em sua segunda temporada, Mané continuou suas performances consistentes, marcando um gol a mais que sua temporada anterior, e ajudando a equipe a conquistar um espaço na primeira parte da tabela de Premier League, já que ficaram na 6ª colocação, garantindo novamente vaga aos Play-offs da Liga Europa da UEFA da temporada seguinte.[carece de fontes?]
Contudo, disputando os play-offs da Liga Europa da UEFA de 2015–16, conquistado na temporada passada, Mané não conseguiu vaga na Fase de Grupos após não conseguirem vencer a equipe dinamarquesa do Midtjylland.
Em números individuais, Sadio fizera 45 partidas onde balançou as redes em 15 oportunidades, além de dar mais 9 assistências, tornando-se uma das principais figuras do elenco dos Saints e atraindo o interesse de várias grandes equipes da Inglaterra.

### Liverpool

#### 2016–17
No dia 28 de junho de 2016, Mané se transferiu para o Liverpool por uma quantia superior a 40 milhões de euros.
Marcou seu primeiro gol pelo novo clube na estreia da equipe na Premier League de 2016–17, em um emocionante jogo contra o Arsenal que terminou 4–3 para os Reds.
Mané continuou a fazer seus gols no decorrer da temporada, tendo balançado as redes pela Premier League por 13 oportunidades, mas teve suas atuações interrompidas por uma forte lesão no joelho que o deixou de fora do decorrer dos últimos 2 meses de 2017.

#### 2017–18

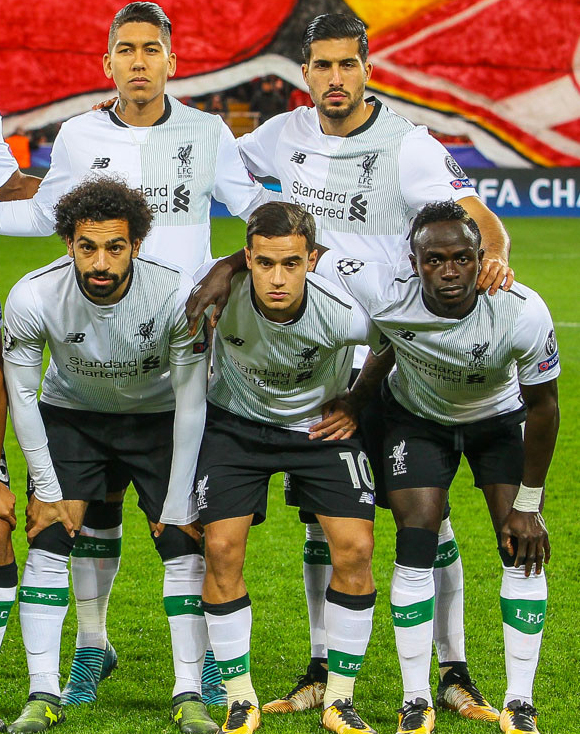
Sadio Mané fazia um quarteto ofensivo naquela temporada com Mohamed Salah, Roberto Firmino e Philippe Coutinho.

Recuperado de lesão, Mané começou sua nova temporada pelo Liverpool fazendo sua temporada mais memorável até o momento. O jogador marcou 1 gol por jogo durante os três primeiros jogos de Premier League, ganhando o prêmio de Melhor Jogador do Mês de Agosto da Premier League, e contribuiu, ao longo da temporada, a deixar os Reds na 4ª colocação daquela edição de Campeonato Inglês marcando 10 gols em 29 partidas.
Pela Liga dos Campeões da UEFA de 2017–18, Mané conseguiu destaque ao ajudar sua equipe a rumar até a final da competição. Durante a campanha, o jogador marcou 10 gols, tendo grande desataque em seu doblete contra o Spartak Moscow na fase de grupos. E um hat-trick contra o Porto nas oitavas de final. Na Final, Sadio marcou um gol, mas o Real Madrid conseguiu conquistar mais um título da competição com o placar de 3–1.

#### 2018–19
Iniciando aquela que seria sua melhor Premier League em relação a números individuais, o novo camisa 10 do Liverpool (herdou após a saída de Philippe Coutinho) marcou o primeiro de seus 6 dobletes (dois gols no mesmo jogo) na temporada. Tantos gols fizeram com que o senegalês alcançasse a marca de 22 gols marcados e assim conquistou o prêmio de Artilheiro da Premier League juntamente com outros dois jogadores africanos: Pierre-Emerick Aubameyang e Mohamed Salah. Na mesma competição, em Março, Mané conquistou o Melhor Jogador do Mês pelo seu desempenho.
Apesar do vice-campeonato na Premier League, o jogador conseguiu fazer com que sua equipe retornasse à Final da Liga dos Campeões da UEFA de 2018–19, dessa vez contra o Tottenham Hotspur. Após 90 minutos, os Reds conseguiram o título.

#### 2019–20

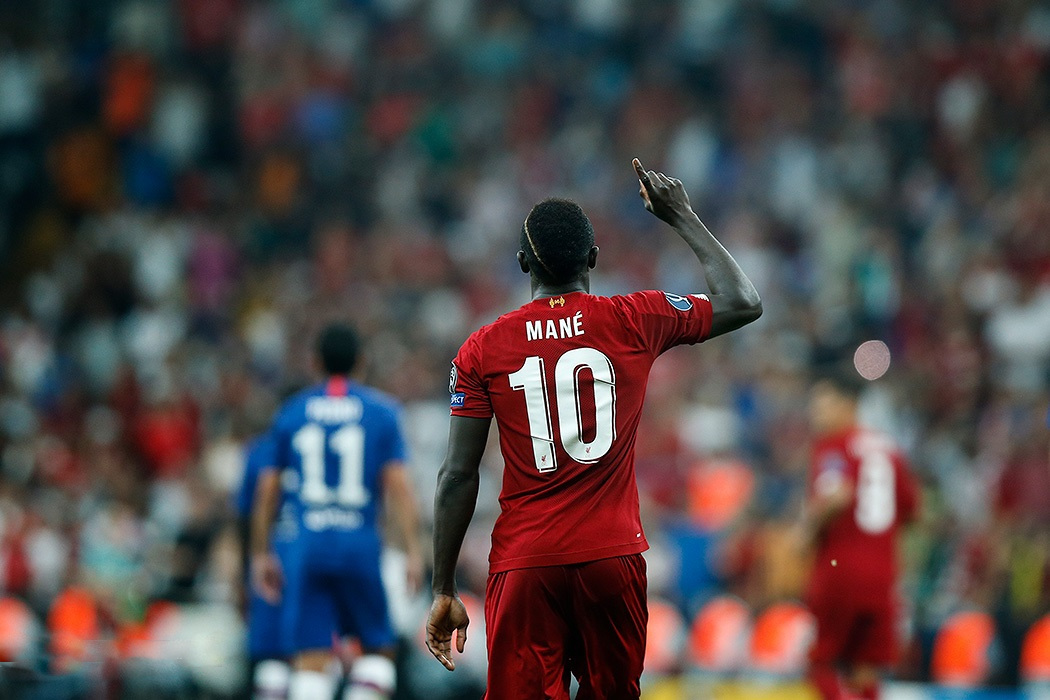
Mané pelo Liverpool em 2019.

Essa temporada marcou um momentos de conquistas coletivas para o Liverpool. A equipe conquistou o título da Supercopa da UEFA de 2019, do Mundial de Clubes de 2019 e da Premier League de 2019–20. O clube, de fato, ficou apenas com o vice-campeonato da Supercopa da Inglaterra de 2019, quando foram superados pelo Manchester City nas penalidades.
Apesar do desempenho insatisfatório nas demais competições, Mané conseguiu obter bons números novamente. O senegalês terminou a temporada com 22 gols em 47 partidas. Ele também venceu o prêmio de Melhor Jogador do Mês de Novembro da Premier League.

#### 2020–21

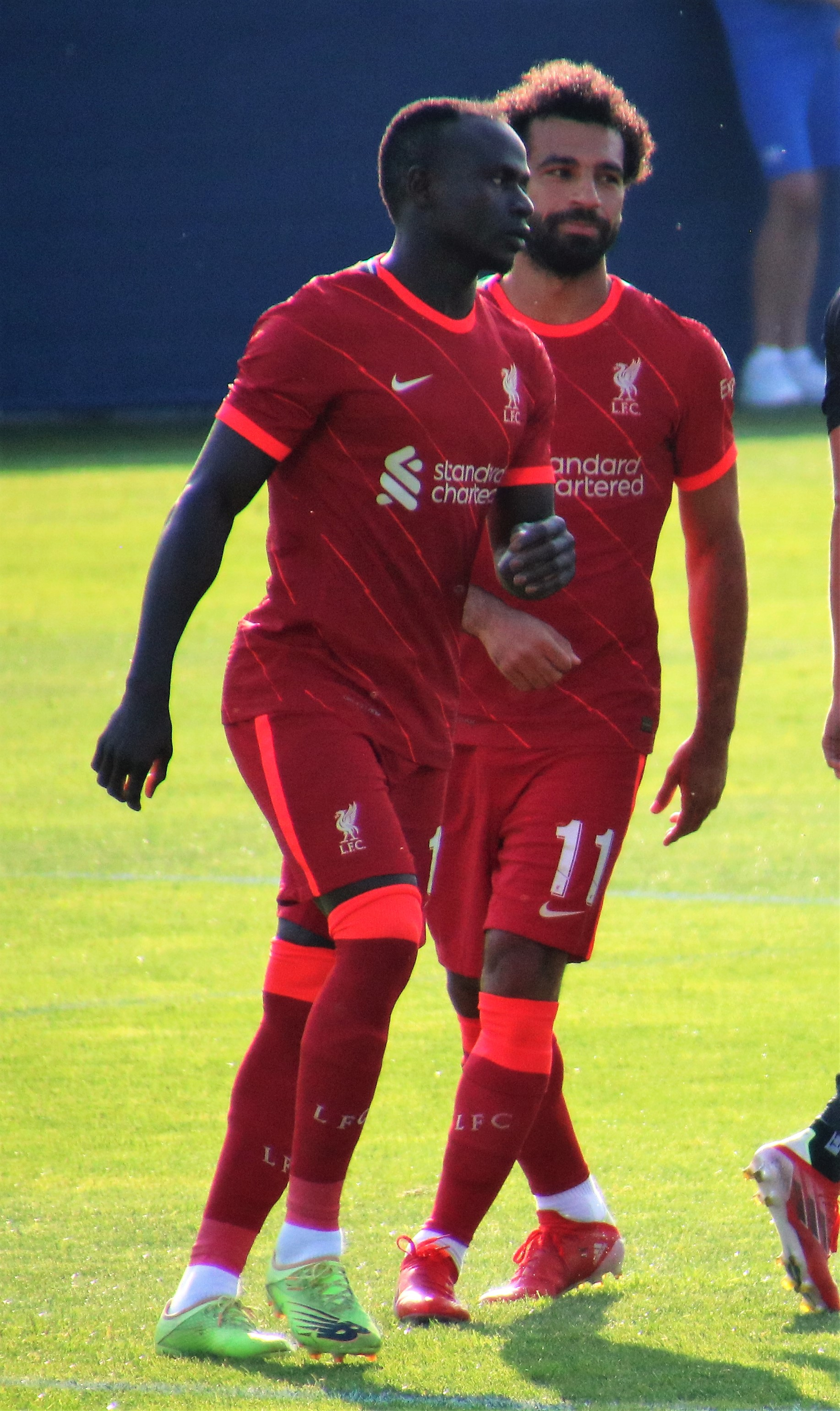
A presença de Salah e Mané na equipe (ambos muçulmanos) fez com que a equipe se adequasse ao Ramadão em algumas oportunidades.

Apesar de ter conquistado 3 títulos na temporada anterior, o time teve um desempenho abaixo das expectativas na temporada seguinte. O clube perdeu a final da Supercopa da Inglaterra de 2020 para o Arsenal, foi eliminado na 4ª Eliminatória da Copa da Liga Inglesa e da FA Cup e amargou mais uma derrota para o Real Madrid nas quartas de final da Liga dos Campeões da UEFA de 2020–21.
Na Premier League de 2020–21, o Liverpool terminou em 3º colocado[carece de fontes?], e Mané concluiu sua temporada com 16 gols em 46 partidas.

#### 2021–22
Após uma temporada ruim, Mané e sua equipe recuperaram o caminho dos títulos e conquistaram na mesma temporada a Copa da Liga Inglesa e a Copa da Inglaterra. Coincidentemente, as duas finais foram vencidas contra o Chelsea em uma disputa de pênaltis.
Mané também amargou a segunda colocação na Premier League[carece de fontes?] e da Liga dos Campeões da UEFA. Essa última, novamente, foi perdida pelos Reds diante o Real Madrid.
Mané concluiu sua última temporada pelo Liverpool fazendo 23 gols em 51 partidas.
Sua passagem pelo Liverpool terminou após 6 temporadas onde ele disputou 269 jogos oficiais e marcou 120 gols pelos Reds, além de 6 títulos. A passagem do senegalês também foi brilhante pela Premier League. O atacante fizera 263 jogos, balançou as redes por 111 vezes, além de contribuir com outras 38 assistências.

### Bayern de Munique

#### 2022–23

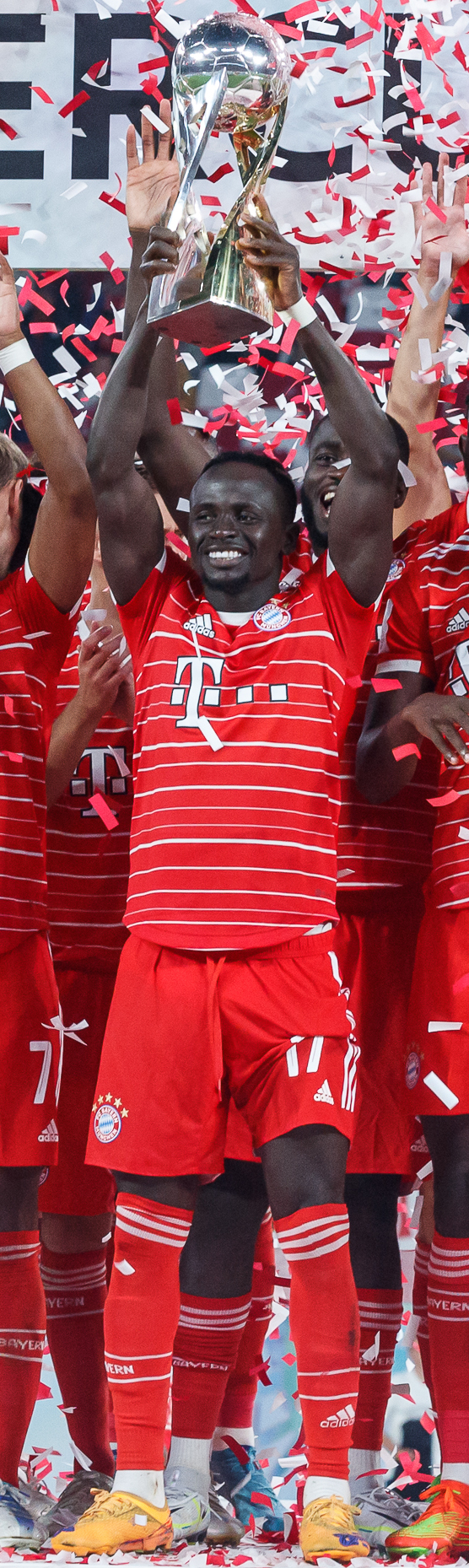
Mané com o troféu da Supercopa da Alemanha em 2022.

Em 22 de junho de 2022 o Bayern de Munique anuncia a contratação de Mané. O jogador de 30 anos assinou contrato até 2025. De acordo com a imprensa alemã, o clube bávaro vai pagar 32 milhões de euros ao Liverpool pela transferência.
Em 17 de outubro de 2022, Mané ficou na segunda posição do prêmio Bola de Ouro, dado pela revista France Football como melhor jogador do mundo na temporada 2021–22. O campeão foi o francês Karim Benzema.
Em 14 de janeiro de 2023, Mané  foi um dos anunciados pela FIFA como concorrente ao prêmio de melhor jogador do mundo, o The Best 2022. O prêmio, no entanto, ficou com Lionel Messi.
Durante sua passagem pelo clube alemão, o jogador ficou marcado por uma agressão a um colega de equipe. Em abril de 2023, após derrota da equipe da Baviera contra o Manchester City, o senegalês se desentendeu com o atacante Leroy Sané, alegando não gostar da forma que ele o tratou dentro de campo, e no vestiário o agrediu com um soco no rosto. Após essa ação, Sadio levou uma suspensão de 1 partida. O alemão levou uma multa. Meses antes, quando Julian Nagelsmann ainda treinava o Bayern, Mané foi acusado de ser um dos principais atletas que faziam oposição ao treinador alemão que foi demitido em março daquele mesmo ano.
Em sua primeira temporada Mané chegou como a grande contratação. No entanto, por conta das lesões e episódios de indisciplina, não rendeu o esperado, ele terminou a temporada com 38 jogos, 12 gols marcados e seis assistências. Apesar da decepção, Mané terminou sua única temporada com o time da Baviera com 2 títulos: A Supercopa da Alemanha de 2022 e a Bundesliga de 2022–23.

### Al-Nassr

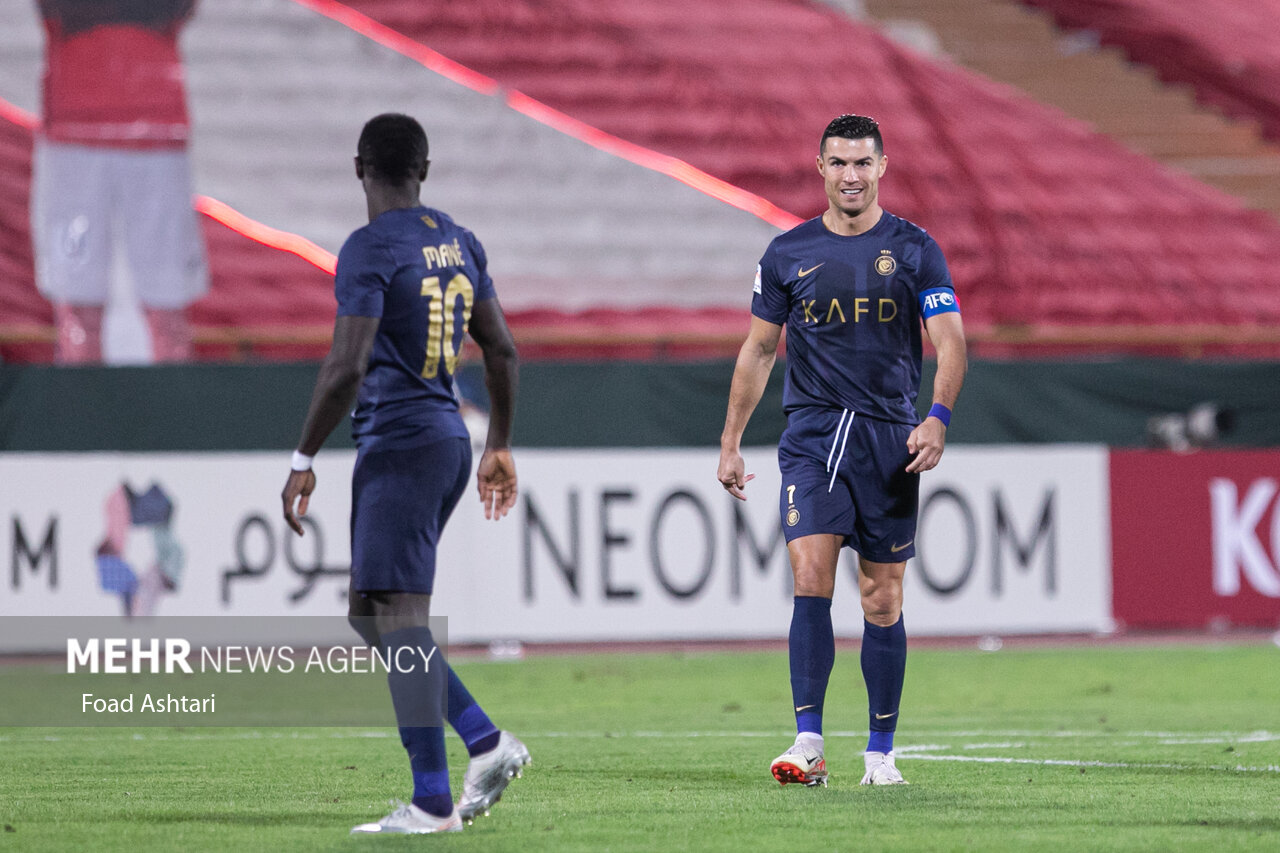
Sadio Mané e Cristiano Ronaldo, os principais jogadores do Al-Nassr naquela temporada.

Em 1 de agosto de 2023 o Al-Nassr anunciou a contratação de Mané.
Em 3 de agosto de 2023, Sadio Mané fez sua primeira aparição pelo Al-Nassr contra o Zamalek, pela Liga dos Campeões Árabes de 2023. No dia 14 de agosto, Sadio Mané marcou o primeiro gol, no jogo da primeira jornada do Campeonato da Arábia Saudita, perdido frente ao Al-Ettifaq, por 2–1. No jogo, usou a braçadeira de capitão na ausência de Cristiano Ronaldo. Mané marcou seu primeiro doblete quando enfrentou o Al-Fateh na 5ª rodada do Campeonato Saudita.
Em sua primeira temporada, Sadio Mané sagrou-se campeão com o Al-Nassr ao vencerem o Al-Hilal na final da Liga dos Campeões Árabes de 2023.[carece de fontes?]

## Seleção Nacional

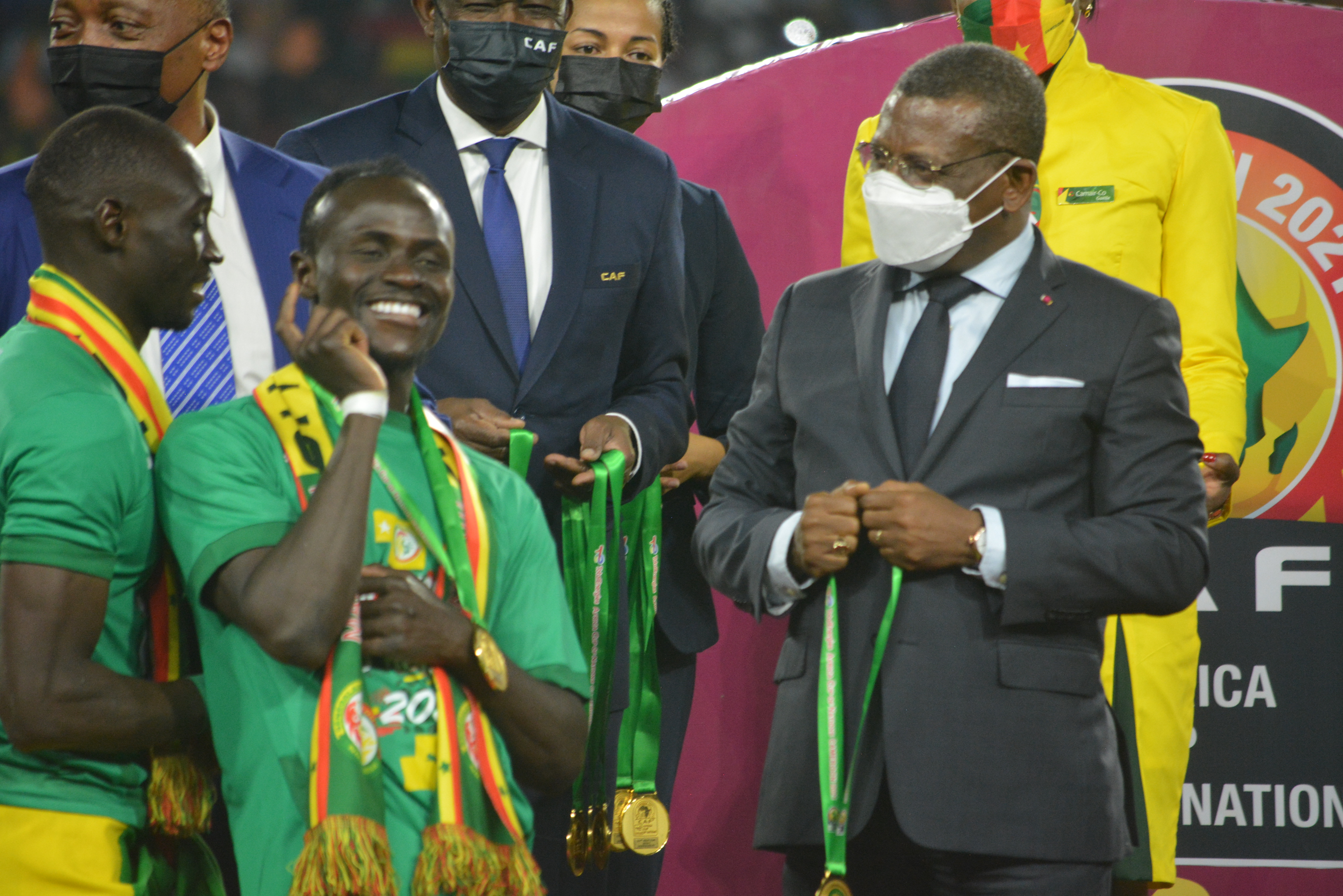
Sadio Mané comemorando o título da Copa Africana em 2021.

Mané fez parte do elenco da Seleção Senegalesa nas Olimpíadas de 2012.
Também foi destaque na Copa do Mundo de 2018, realizada na Rússia. Chegou a final da Copa Africana de Nações de 2019, mas foram derrotados pela Argélia.
Mané foi campeão com a Seleção Senegalesa na edição seguinte. Na final, Senegal enfrentou o Egito, na época, o jogador enfrentou eu colega de equipe do Liverpool, Mohamed Salah.

## Vida Pessoal
Mané nasceu em Bambali, na região de Sédhiou, no Senegal. Ele morava em uma pequena vila de cerca de 2 mil habitantes. Para poder tentar sua carreira no futebol profissional, Sadio fugiu de casa aos 15 anos para tentar a sorte em Dakar, capital de seu país, onde, aos 17 anos, foi reconhecido por olheiros do clube Génération Foot, no ano de 2009.
| “                                               | Eu saí sem contar para ninguém, separado do meu melhor amigo. Andei por muito tempo para encontrar um amigo, que me emprestou dinheiro para que eu pudesse pegar um ônibus até Dakar. Fui recebido por uma família que eu não conhecia e imediatamente comecei a participar de treinos em times reconhecidos. | ” |
| — Mané, sobre sua fuga de casa na adolescência. | |   |

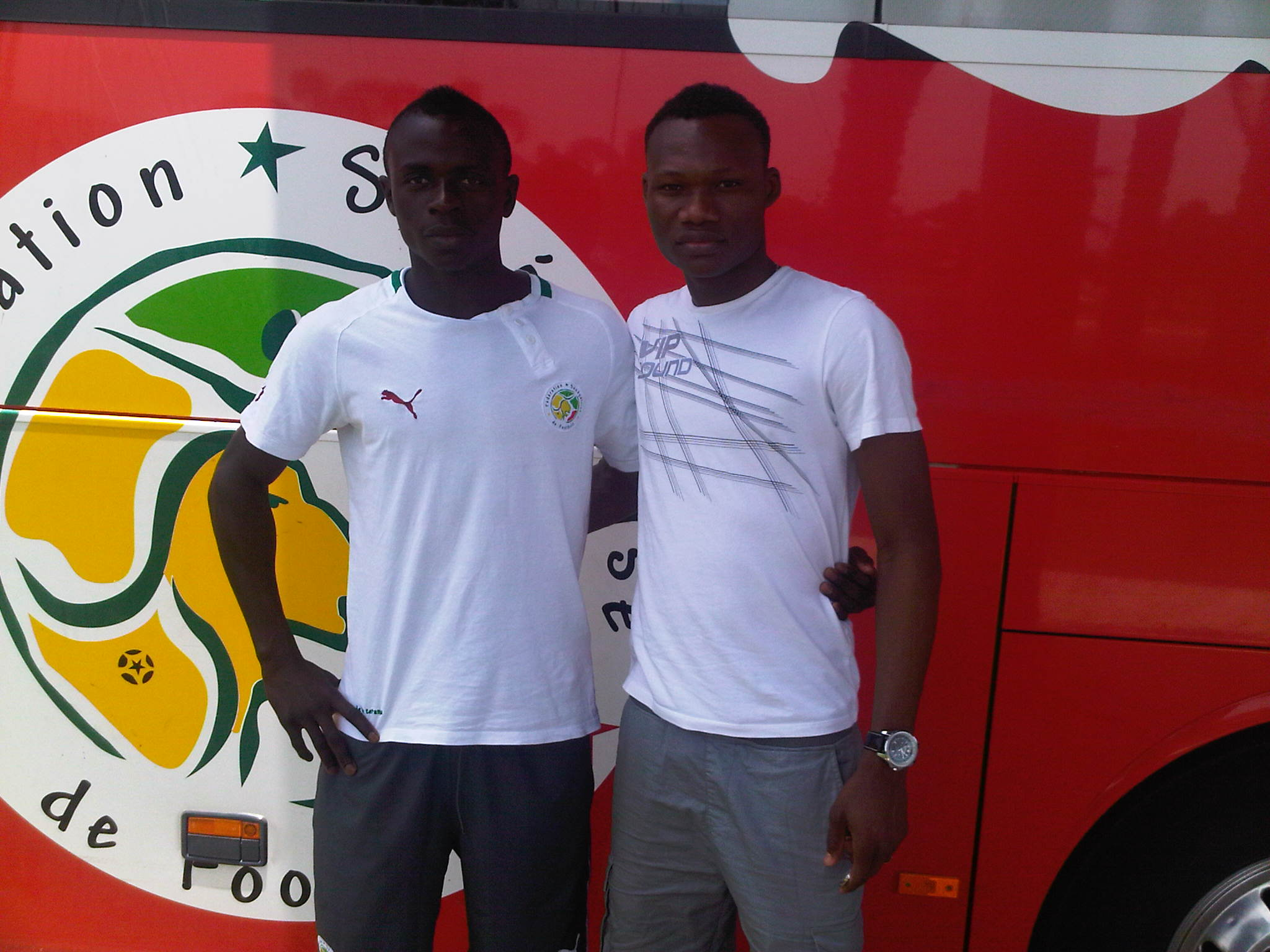
Sadio Mané (à esquerda) em 2012 representando a seleção de Senegal.

Ao chegar na capital, Sadio enfrentou outros problemas. Ele não possuía roupas e nem chuteiras adequadas para disputar as partidas, contudo, sua habilidade com a pelota fez com que os avaliadores reconhecessem seu bom futebol e o apresentassem para o Metz, clube francês parceiro do Génération Foot, em 2011.
| “                                           | Tinham 200 ou 300 garotos que estavam esperando na fila por uma chance. Começou ruim para mim porque, quando me apresentei, todos riram. Eu não parecia um jogador de futebol. Estava vestindo calças que não pareciam em nada com calções de futebol. E minhas chuteiras estavam completamente rasgadas dos lados. Tentei consertá-las com fios da melhor forma que consegui. Aqueles que acompanhavam os testes olhavam para mim com uma expressão bizarra: 'Você realmente quer ser jogador de futebol?'. Eu entendia, mas não tinha chance. Como eu não era ruim, eles me aceitaram. E esse foi o começo da minha aventura. | ” |
| — Mané sobre seu começo no clube senegalês. | |   |

Após conseguir sucesso com sua carreira de futebolista, Mané continuou a ajudar sua pequena vila em Senegal. O jogador conseguiu providenciar hospitais e escolas para os moradores da cidade apenas com o dinheiro que arrecadava durante sua passagem como jogador de futebol.
| “                                                 | Passei fome, tive que trabalhar no campo. Passei momentos duros, jogava futebol descalço, não tive a mesma educação que outros, mas hoje, com o que conquistei no futebol, posso ajudar meu povo. Prefiro construir escolas e dar comida ou roupa às pessoas pobres. | ” |
| — Sadio Mané, sobre ajudar as pessoas de Senegal. | |   |

Por conta de suas ações sociais no Senegal, Sadio Mané conseguiu o Primeiro Prêmio Sócrates da France Football, a premiação ocorreu durante a Bola de Ouro de 2022.

#### Casamento
Sadio Mané casou-se em 7 de janeiro de 2024. A mulher, chamada de Aisha Tamba, é filha do empreiteiro senegalês Amadou Tamba – que já trabalhava com a família de Mané desde 2013. Aisha conheceu Sadio quando tinha 16 anos, e então as famílias combinaram um casamento arranjado marcado para quando ela completasse 18 anos (ainda que a idade de consentimento em Senegal seja de 16 anos).
| “                                                                            | Um dia, minha esposa e Aisha visitaram a família (de Mané). Foi quando ela a encontrou pela primeira vez. Provavelmente, viu algo especial nela, assim como seus pais. Eles vieram me ver. Discutimos conforme a tradição, concordamos em tudo, e esperamos que esse dia acontecesse. Eles não estavam namorando porque Aisha ainda era jovem. Eu sabia que o Sadio e toda a sua família são pessoas muito boas e humildes. Ele é apenas o reflexo da família. Porém, como pai, precisei saber mais sobre ele, sua educação, sua fé em Deus, sua humildade... e passei a saber muito mais sobre ele ser uma boa pessoa. Nós conversamos muito sobre projetos, mas também sobre a vida em geral, e ele me ensinou muito, embora ainda seja jovem. Sabe muito sobre a vida. Por isso, não hesitei em aceitar seu pedido de casamento com Aisha. | ” |
| — Amadou Tamba, pai de Aisha, sobre o casamento de sua filha com Sadio Mané. | |   |

A cerimônia islâmica aconteceu em Dakar, na capital do Senegal.

## Títulos
Red Bull Salzburg
- Campeonato Austríaco: 2013–14
- Copa da Áustria: 2013–14

Liverpool

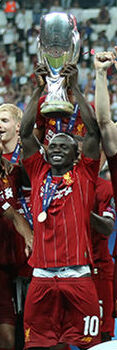
Sadio Mané conquistou seus principais títulos pelo Liverpool.

- Liga dos Campeões da UEFA: 2018–19
- Supercopa da UEFA: 2019
- Copa do Mundo de Clubes da FIFA: 2019
- Campeonato Inglês: 2019–20
- Copa da Liga Inglesa: 2021–22
- Copa da Inglaterra: 2021–22

Bayern de Munique
- Supercopa da Alemanha: 2022
- Campeonato Alemão: 2022–23

Al-Nassr
- Liga dos Campeões Árabes: 2023

Seleção Senegalesa
- Campeonato Africano das Nações: 2021

### Prêmios individuais
- IFFHS – Time do Ano: 2019[76]
- Equipe do Ano da UEFA: 2019[77]
- Onze d'Or: 2018–19[78]
- Futebolista Africano do Ano: 2019, 2022[79]
- IFFHS – Futebolista Africano do Ano: 2020[80]
- Equipe ideal da Liga dos Campeões da UEFA: 2018–19[81]
- Equipe do Ano PFA da Premier League: 2016–17, 2018–19, 2019–20, 2021–22
- Jogador do Mês da Premier League: Agosto de 2017, Março de 2019, Novembro de 2019[18]
- Homem do jogo da Supercopa da UEFA: 2019
- Equipe Ideal do Campeonato Africano das Nações: 2019, 2021[82][83]
- Melhor Jogador do Campeonato Africano das Nações: 2021[84]
- Equipe do Ano da Confederação Africana de Futebol: 2015, 2016, 2018, 2019[85][86][87][88]
- Prêmio Sócrates (France Football): 2022[89]
- IFFHS MEN’S ALL TIME SENEGAL DREAM TEAM[90]

### Artilharias
- Premier League de 2018–19 (22 gols)[18]
- Supercopa da UEFA de 2019 (2 gols)
- Supercopa da Alemanha de 2022 (1 gol)